# Aujeszky Aladár
Aujeszky Aladár, Aujeszky Aladár Imre (Pest, 1869. január 11. – Budapest, Józsefváros, 1933. március 9.) magyar mikrobiológus. Ő vezette be Magyarországon a kutyák veszettség elleni kötelező oltását.

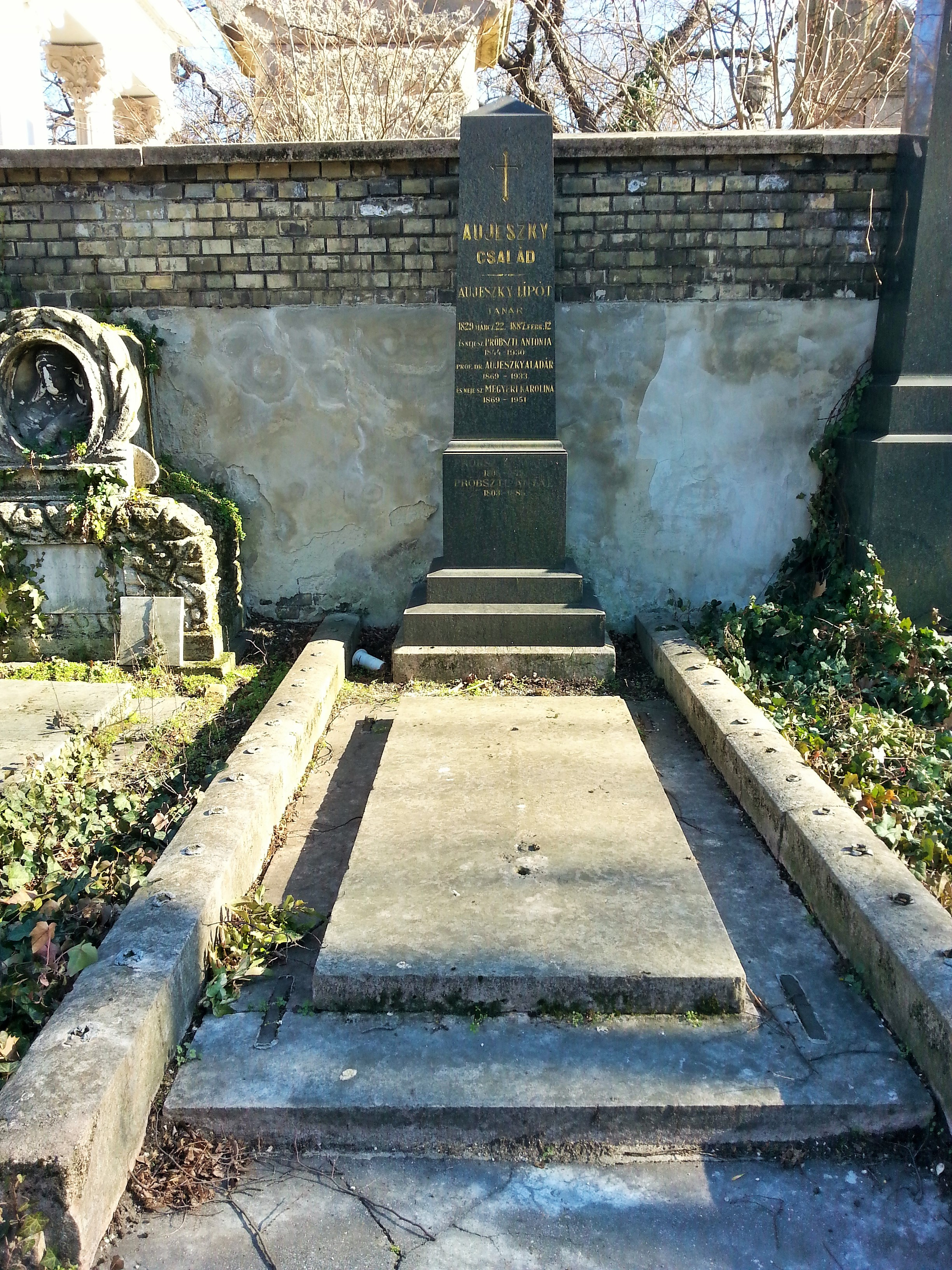
Sírja a Fiumei úti sírkertben 2022-ben

## Családja
A család katolikus vallású, nemesi, morvaországi eredetű. Nagyapja, Aujeszky Vince, néptanító volt. Apja Aujeszky Lipót (1830–1887) szintén pedagógus (a belvárosi főreáliskola természettan rendes tanára, később a budapesti egyetem matematika-fizika tanára), korán elhunyt. Édesanyja Pröbsztl Antónia (Pröbsztl Anton leánya). Nagybátyja: Aujeszky Ferenc (1841–1904) római katolikus pap. 
Felesége: Megyeri Karolina Sarolta (Charlotte, 1870–1951) zenepedagógus. Aujeszky apósa: Megyeri (Merkl) Károly, anyósa apáti Than Karolina.
Aujeszky Aladárnak egy fia született, Aujeszky László (1903–1978) meteorológus.

## Élete
1887-ben érettségizett a budapesti piarista gimnáziumban, majd a budapesti tudományegyetemen 1892-ben nyerte el orvosi diplomáját. 1893-ban egészségtan szakos középiskolai tanári és iskolaorvosi képesítést kapott, 1903-ban pedig az Állatorvosi Főiskolán állatorvosi oklevelet és ugyanebben az évben magántanári képesítést szerzett a bakteriológiai diagnosztika tárgyköréből.
Előbb a Szent Rókus Kórház II. seborvosi osztályán volt gyakornok, illetve a tudományegyetem II. számú belgyógyászati klinikáján szintén gyakornokként dolgozott. 1895–1896-ban „preparátor” volt a Hőgyes Endre által 1890-ben létesített és vezetése alatt álló Pasteur Intézetben, majd tanársegéd lett az egyetem Általános Kór- és Gyógytani Intézetében (szintén Hőgyes vezetése alatt). 1900-tól Preisz Hugó mellett a Bakteriológiai Intézet segédtanáraként tevékenykedett, majd még ebben az évben vezetőhelyettese lett az időközben az Állatorvosi Főiskolához csatolt Bakteriológiai Intézetnek. 1903-ban állatorvosi diplomát, majd magántanári képesítést szerzett bakteriológiai diagnosztikából, s e tárgyban előadásokat tartott. 1907-től a Bakteriológiai Intézetet vezette, s főiskolai nyilvános rendes tanárként oktatott, sőt 1909–1910, illetve 1915–1916 között a rektorhelyettesi munkakört is ellátta. Haláláig vezette az intézetet. 1902-ben egy vírusos agyvelőgyulladást fedezett fel (Aujeszky-betegség, álveszettség), amelyet utóbb külföldi tudósok több állatfajnál is kimutattak. 1919-ig ő vezette az általa, 1910-ben megszervezett Állami Oltóanyagtermelő Intézetet, majd a nagy megterheléssel járó vezetőségről lemondott. 
Korábban (1894–1907) tanított egészségtant egyes budapesti polgári leányiskolákban is, később pedig (1921–1933) a tudományegyetem közgazdaság-tudományi karán mikrobiológiát is oktatott meghívott előadó tanárként. 
A Szent István Tudományos Akadémia tagja (rendes: 1921). 1895-től 1900-ig az Országos Közegészségügyi Egyesület Iskolaorvosi Szakbizottsága, 1897-től 1905-ig pedig az Orvosi Szakosztálya titkára, majd 1921-től az egyesület alelnöke volt. 1908 és 1913 között a Központi Kísérletügyi Bizottság tagja, 1900 és 1905 között a Királyi Magyar Természettudományi Társulat titkáraként működött. Az Országos Állategészségügyi Tanács tagja (rendkívüli: 1907; rendes: 1914).
Az Ifjúság és Egészség (1898–1900) és az Egészség c. lapok társszerkesztője (1900–1909). A Természettudományi Társulat Könyvkiadó Vállalata szerkesztője (1900–1905). Szakmai közleményei, tanulmányai a Természettudományi Közlönyben (1893–1932), az Orvosi Hetilapban (1893–1933), a Zentralblatt für den Bakteriologie und Parasitenkunden c. lapban (1898–1906), az Állatorvosi Lapokban (1903–1931), a Mezőgazdasági Kutatásokban (1929–1933) és az Orvosképzésben jelentek meg (1932). 
1933. március 12-én temették a Kerepesi temetőben (ma Fiumei úti sírkert) lévő jobb oldali kriptasor 477. családi sírboltjába, amelynek szürkésfekete obeliszkjén az Aujeszky család itt nyugvó tagjainak neve, közöttük „PROF. DR. AUJESZKY ALADÁR / 1869-1933” felirat olvasható. (A sír 2004 óta védett.)

## Emlékezete
- Róla nevezték el az Aujeszky-emlékérem díjat (1993-ban, készítője: Tóth Sándor).
- 1969. június 7-én állították fel Veszprémi Imre által készített bronz mellszobrát az Állatorvosi Főiskola parkjában.
- 1993. augusztus 28-án leplezték le emléktábláját a Budapest, Hungária körút 21. MTA Állatorvostudományi Kutatóintézet előcsarnokában.
- 2003-ban a Magyar Zoonózis Társaság Hőgyes-Aujeszky–emlékplakettet alapított (alkotója dr. Tamara Kubászova) a magyar tudomány két olyan nagyságának emlékére, akik az egyik legfontosabb zoonózis, a veszettség elleni védekezés kimunkálásában világszerte elismert munkásságot fejtettek ki.

## Művei
- A veszettséggel összetéveszthető, oktanilag ismeretlen fertőző betegségről, Veterinárius 1902/12.
- A baktériumok természetrajza, 1912 (Budapest, Természettudományi Könyvkiadó Vállalat, 920 oldal)
- Általános bakteriológia, 1924
- Háziállataink veszettség elleni védőojtása 1927-ben, Állatorvosi Lapok 1926/23 szám.
- A háziállatok veszettség elleni védőojtása Magyarországon, 1928
- A háziállatok veszettség elleni ojtásának harminc éve, Állatorvosi Közlemények 1932/7 12 sz.